# Eurytaphria pachyceras
Eurytaphria pachyceras là một loài bướm đêm trong họ Geometridae.